# Absurd (canción)
«Absurd» es una canción de la banda estadounidense de hard rock Guns N' Roses, lanzado como sencillo el 6 de agosto de 2021. La canción marca el primer lanzamiento de material nuevo del grupo desde el lanzamiento de Chinese Democracy en 2008. También es la primera pista nueva que presenta al guitarrista Slash y al bajista Duff McKagan desde el lanzamiento de 1994 de "Sympathy for the Devil". Fue escrito originalmente durante las sesiones de Chinese Democracy, "Absurd" se interpretó por primera vez en vivo en 2001 como "Silkworms".
La versión re-elaborada hizo su debut en vivo el 3 de agosto de 2021 en Boston.

## Antecedentes
La canción fue escrita inicialmente durante las sesiones de Democracia China como "Silkworms" por los teclistas Chris Pitman y Dizzy Reed. Se realizó en vivo cuatro veces en 2001. En 2008, Pitman habló sobre la canción en una entrevista poco antes del lanzamiento de Chinese Democracy, declarando: "Terminó siendo esta canción increíble que sonaba como Guns N 'Roses 10 o 15 años en el futuro. Estaba tan lejos de nuestras otras canciones que tuvimos que poner en este otro lugar. En cuanto al concepto, no encajaba con Chinese Democracy. Esperamos tener otras canciones que combinen con ese tipo de sonido futurista. Es una pista realmente emocionante porque se transforma en este sonido loco, pero fue tanto en la otra dirección que tenemos que dejar que el tiempo lo alcance. Tras el lanzamiento de Chinese Democracy, el vocalista Axl Rose declaró que la canción había sido reelaborada, ahora con "muchos guitarras, muchos tambores diferentes [y] el coro se ha ido". Una nueva versión de la canción se filtró a Internet en 2018.
El 3 de agosto de 2021, la canción se interpretó en vivo en Boston durante la gira de Guns N' Roses 2020. Axl Rose lo presentó diciendo: "Algunos de ustedes pueden haber escuchado esto con otro nombre, pero es realmente un poco absurdo intentar esto. ¿No fue gracioso? Y ni siquiera conocen el chiste todavía. Está bien, esto se llama 'Absurdo'". La versión lanzada oficialmente de la canción fue producida por Axl Rose y Caram Costanzo, este último que también grabó y mezcló la pista. También cuenta con el ex baterista de Guns N 'Roses, Brain. También se realizó un video de acompañamiento, animado por Creative Works. La canción se acredita oficialmente como escrita por Rose, Reed, Slash y McKagan.

## Composición
La revista Alternative Nation comparó la versión filtrada de 2018 de la canción con las obras de Nine Inch Nails, Linkin Park y The Prodigy, afirmando que tiene un "ritmo industrial y electrónico de finales de los 90 y principios de los 2000".
Corey Irwin de Ultimate Classic Rock, describió la versión en vivo de 2021 como "una de las pistas más difíciles del arsenal [de Guns N' Roses]" con "una batería explosiva y un ritmo frenético y punk rock", comparando la voz de Rose con Rage Against the Machine. Al hablar de la versión de estudio, Irwin notó cómo las influencias electrónicas encontradas en "Silkworms" habían dado paso a "solos de guitarra de mano dura y batería grandilocuentes".
Stephen Hill de Classic Rock describió la voz de Rose en la canción como "una amalgama de John Lydon y Jack Grisham de T.S.O.L.", comparándolos con el "punk rock de la vieja escuela". Hill también notó similitudes entre el interludio ambiental de la canción y las obras de Sigur Rós. Hill describió el riff de apertura de la canción como "un stomper de metal alternativo" en la línea de "Helmet o la Rollins Band, si esas bandas estaban tratando de rendir homenaje a The Cult".